# Режими сортування корисних копалин
Режими сортування корисних копалин — особливістю сортування є наявність обов'язкових операцій транспортування корисної копалини і виділення з потоку порцій (грудок) заданої якості (див. таблицю).
Транспортування корисної копалини може здійснюватися:
- за допомогою конвеєрного транспорту суцільним ущільненим потоком;
- в окремих ємностях (дискретними порціями);
- окремими грудками, розташованими одна за одною;
- окремо розташованими грудками на площині;
- окремими грудками у якомусь об'ємі.

| Транспортний потік      | Потік, що виділяється    | Режим               | Область застосування                                       |
| ----------------------- | ------------------------ | ------------------- | ---------------------------------------------------------- |
| 1. Ущільнений потік     | Порція (частина потоку)  | Поточно-порційний   | Дрібнопорційне сортування                                  |
| 2. Дискретні порції     | Порція (вагонетка, ківш) | Дискретно-порційний | Сортування на радіометричних контрольних станціях          |
| 3. Суцільний потік      | Грудка                   | Поточно-грудковий   | Вибірка дорогоцінного каміння, металу, породи              |
| 4. Окремі грудки        | Грудка                   | Погрудковий         | Класифікований матеріал рудних і нерудних корисних копалин |
| 5. Розосереджені грудки | Грудка                   | Плоскогрудковий     | Класифікований матеріал рудних і нерудних корисних копалин |

При реалізації кожного з цих способів транспортування виділення матеріалу з потоку можна здійснювати по одному зерну (грудці) або порцією (всього 10 режимів). У практиці застосовують тільки п'ять режимів. Перші два режими є порційні, останні — погрудкові.
Порційні режими забезпечують велику продуктивність при низькій якості продуктів розділення.
Погрудкові режими сортування забезпечують високу якість продуктів розділення, але малу продуктивність.